# Sweetheart (crocodilo)

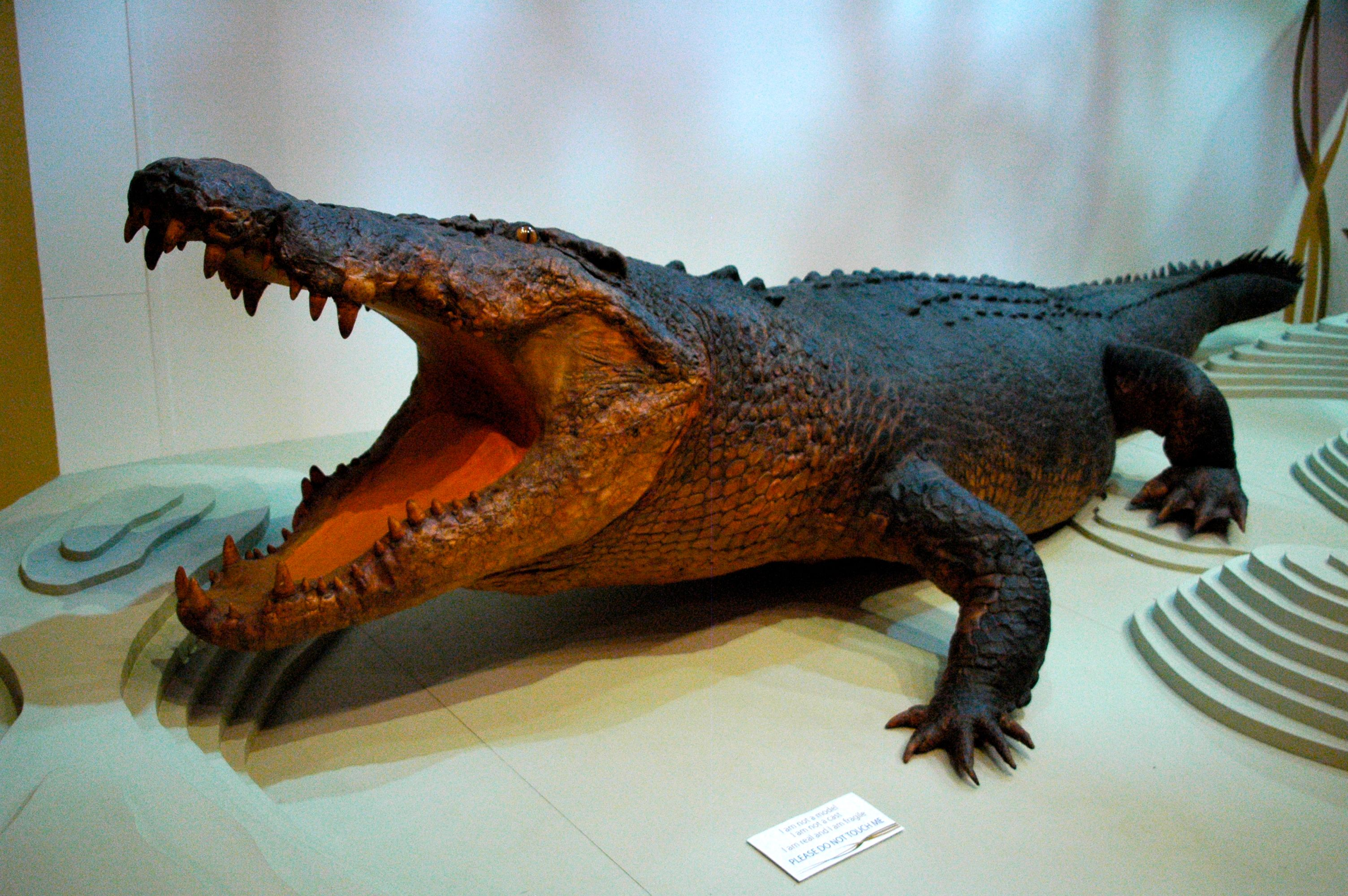
Sweetheart no Museu e Galeria de Arte do Território do Norte.

Sweetheart foi um crocodilo de água salgada macho de 5,1 metros (17 pé) de comprimento responsável por uma série de ataques a barcos na Austrália entre 1974 e 1979. Sweetheart atacou motores de popa, botes e barcos de pesca, mas não há nenhum caso conhecido de seu ataque a humanos. Em julho de 1979, Sweetheart foi finalmente capturado com vida por uma equipe da Comissão de Parques e Vida Selvagem do Território, mas se afogou ao ser transportado quando se enredou em um tronco. A causa da morte foi posteriormente atribuída a afogamento, provavelmente devido à administração do relaxante muscular   Flaxedil.   O corpo montado do crocodilo está agora em exibição permanente no Museu e Galeria de Arte do Território do Norte.
A pele e as mandíbulas preservadas foram modeladas para uma turnê australiana e posteriormente colocadas como em exposição no museu do território. Em entrevista, Ian Archibald, o taxidermista responsável pela preparação da reconstrução, lembrou as circunstâncias promocionais e políticas em torno do espécime. O recém-formado governo do Território coordenou um expositor de herpetologia, Graheme Gow, e o diretor do novo museu para preparar uma exibição espetacular do famoso crocodilo. O modelo que apóia a pele foi construído para mostrar o maior tamanho possível, com a cauda rígida e reta, e produziu o que Archibald considerou uma pose pouco natural. A cuidadosa pesquisa e preparação do taxidermista foram elogiadas por outros, mas Archibald não tem um orgulho especial na exposição.
A história de Sweetheart foi captada com considerável licença artística por Greg McLean, diretor do filme Wolf Creek, e transformada em um filme intitulado Rogue.